# Station Neue Mühle
Station Neue Mühle (Haltepunkt Neue Mühle) is een spoorwegstation in het gelijknamige gehucht van de Duitse plaats Schwenningdorf, gemeente Rödinghausen, in de deelstaat Noordrijn-Westfalen. Het station ligt aan de spoorlijn Bünde - Bassum. Het station telt één perronspoor. Op het station stoppen alleen treinen van de Eurobahn.

## Treinverbindingen
De volgende treinserie doet station Neue Mühle aan:
| Serie | Treinsoort              | Route                                                                       | Bijzonderheden                           |
| ----- | ----------------------- | --------------------------------------------------------------------------- | ---------------------------------------- |
| RB 71 | Regionalbahn (eurobahn) | Bielefeld Hbf – Herford – Bünde (Westf) – Neue Mühle – Rahden (Kr Lübbecke) | Ravensberger Bahn zondag 1x per twee uur |